# Escuela Interamericana
Para la escuela en Chicago, Illinois, véase: Escuela Inter-Americana
La Escuela Interamericana es una escuela privada de educación bilingüe fundada en 1977, ubicada en la ciudad de Santa Ana, El Salvador.

## Historia
Fundada en 1977, es una institución privada que brinda educación desde Maternal (2 años) hasta 12.º Grado. La Escuela Interamericana ofrece a sus estudiantes un programa educativo bilingüe en inglés y español. Fue la primera institución bilingüe fundada en el interior del país.[cita requerida]
Durante sus primeros dos años funcionó como una sucursal de la Escuela Panamericana de San Salvador, sin embargo, debido a la guerra civil de El Salvador se decidió cerrar la sucursal en Santa Ana. El cierre definitivo de la institución fue prevenido gracias a los padres de familia de aquellos alumnos que decidieron comprar la institución. Así surgió la Escuela Interamericana el 31 de enero de 1981. En 1994, ante el crecimiento del alumnado, la Junta Directiva adquirió un terreno de 2 hectáreas en la zona Sur de Santa Ana, donde se construyó el campus actual.

## Campus
La Escuela Interamericana cuenta en su campus con:
- 30 aulas
- Centro de cómputo
- Enfermería
- Biblioteca
- Salón de recursos audiovisuales
- Laboratorio de Ciencias
- Cafetería
- Campo de Fútbol
- Campo de Básquetbol
- Salón multiusos techado
- Plaza Cívica
- Edificios Administrativos

## Niveles

### Maternal
Está formado por las secciones donde se da instrucción preescolar en la cual se estimula al niño y niña de 2 hasta 3 años su capacidad de relacionarse, mejorando su fluidez verbal y sus movimientos motores gruesos. Fomentando actitudes que le permitirán adaptarse fácilmente al proceso de enseñanza - aprendizaje. Los alumnos son divididos en Maternal I (2 años) y Maternal II (3 años).

### Parvularia
Es el primer nivel de educación formal en el Sistema Educativo de El Salvador y pretende estimular en el niño o niña áreas básicas del desarrollo infantil: cognoscitiva, socio-afectiva y psicomotriz.
Comprende de los niveles: Pre-Kínder y Kínder. 

### Primaria
La primaria en Escuela Interamericana es la etapa escolar que comprende desde Parvularia hasta Octavo grado. En la cual, se inicia con la lectoescritura y el cálculo matemático, el cual constituye el crecimiento para un aprendizaje permanente y el desarrollo personal. 

### Secundaria
Cumple el objetivo de consolidar la capacidad de interpretación y adquirir una visión de conjunto de los sistemas, enfatizando en las problemáticas sociales, utilizando las formas de pensamiento lógico y ordenado. Comprende desde Noveno hasta Décimo Segundo grado.